# Kapoeta
Kapoeta là một thị trấn ở Nam Sudan. Nó nằm ở quận Kapoeta Nam, thuộc bang Đông Equatoria.

## Lịch sử
Kapoeta đã được nâng cấp thành thị trấn do thư ký quản lý vào ngày 19 tháng 8 năm 2013.

## Địa lý
Kapoeta nằm trên bờ đông của sông Singaita. Nơi này nằm cách thủ đô Juba khoảng 275 km (171 mi) về phía đông. Thị trấn nằm ở độ cao 677 mét (2.221 ft) trên mực nước biển.

## Giao thông
Tuyến đường chính từ Lokichogio, Kenya đến thủ đô Juba chạy qua Kapoeta. Thị trấn cũng có sân bay Kapoeta với một đường băng chưa trải nhựa.